# 斯重遥
斯重遥（1921年5月25日—2005年7月24日），男，浙江诸暨人，中国焊接专家，曾任中国科学院金属研究所副所长、研究员、博士生导师。